# مصطفی هجری
مصطفی هجری (۱۳۲۳ در نقده) فعال سیاسی کرد و دبیرکل حزب دمکرات کردستان ایران و یکی از شخصیت‌های مهم اپوزیسیون حکومت جمهوری اسلامی است.

## زندگی‌نامه
مصطفی هجری در ۱۱ دی ۱۳۲۳ در شهر نقده، استان آذربایجان غربی، در یک خانواده کُرد متولد شد.  سال ۱۳۴۲ش از دانشسرای کشاورزی ارومیه فارغ التحصیل شد و به عنوان معلم دبیرستان در سقز مشغول به کار شد. در سال ۱۳۴۹ش تحصیل در رشته ادبیات فارسی را در دانشگاه تهران آغاز کرد و در آنجا مدرک لیسانس گرفت.  پس از بازگشت به شهر خود، تدریس در مدارس متوسطه را دوباره آغاز کرد.
وی به زبانهای کردی، فارسی و ترکی آذربایجانی (سه زبان اصلی‌ و مهم کشور ایران) و زبان انگلیسی‌ تسلط دارد.

## فعالیت سیاسی

### پس از انقلاب سال ۱۳۵۷
هجری نقش مهمی در تظاهرات سال ۱۹۷۸ علیه رژیم شاه داشت.

### نامزدی در انتخابات
پس از انقلاب، در انتخابات نخستین مجلس در مناطق انتخابی نقده و اشنویه به رقابت پرداخت و با بیش از ۸۰٪ آرا برنده شد. اما جمهوری اسلامی تازه‌ روی‌ کار‌ آمده نتایج را رد کرد.

### حزب دمکرات کردستان ایران
سال ۱۳۵۸ (۱۹۷۹) به عضویت در حزب دمکرات کردستان ایران درآمد و سال ۱۳۵۹ به عضویت دفتر سیاسی حزب دموکرات کردستان ایران انتخاب شد.
هجری در چهارمین کنگره این حزب در سال ۱۹۷۹ به رهبری حزب دموکرات کردستان انتخاب شد. او بعداً به عضویت کمیته اجرایی حزب انتخاب شد. در پی ترورِ عبدالرحمن قاسملو رهبر حزب دموکرات کردستان ایران در سال ۱۹۸۹ توسط ایران، طی مذاکرات صلح در وین اتریش، صادق شرفکندی به عنوان رهبر جدید حزب و مصطفی هجری به عنوان معاون وی انتخاب شدند.
در سپتامبر ۱۹۹۲  شرفکندی نیز توسط ماموران ایرانی در برلین آلمان ترور شد. پس از ترور  شرفکندی، هجری تا کنگره دهم حزب دموکرات در سال ۱۳۷۴ رهبر موقت حزب بود. در پانزدهمین کنگره حزب در سال ۲۰۱۲، هجری مجدداً برای چهار سال دیگر به رهبری حزب انتخاب شد.
هجری در فاصله بین کنگره دهم و سیزدهم حزب دموکرات کردستان ایران جانشین حزب بود و از سیزدهمین کنگره حزب در سال ۱۳۸۵ به رهبری حزب برگزیده شد.
مصطفی هجری بعد از کنگرهٔ سیزدهم حزب دمکرات کردستان ایران (۲۰۰۴) به دبیر کلی این حزب برگزیده شد. در جریان همین کنگره شعار استراتژیک حزب از دموکراسی برای ایران، خودمختاری برای کردستان به فدرالیسم برای ایران تغییر کرد. بعد از این انتخاب، حزب به دو حزب حزب دمکرات کردستان و حزب دمکرات کردستان ایران منشعب شد و تا ۲۱ اوت ۲۰۲۲ که بار دیگر دو حزب به یکدیگر پیوستند به صورت مستقل از یکدیگر فعالیت می‌کردند.
هجری خود از چندین سوءقصد جان سالم به در برده است. آخرین حمله به وی در سال ۱۳۸۶ بود.

## مواضع و نظریات مختلف هجری

### اصول‌گرایی
هجری توسط هواداران و مخالفان سیاسی خود به عنوان فردی اصولگرا شناخته و قدردانی می شود. در منطقه خاورمیانه که نقض اصول یک امر عادی است و خشونت وسیله ای برای حل مناقشات است، هجری پیوسته خواستار فرهنگ سیاسی جدید برای تسهیل حل مسالمت آمیز درگیری های منطقه است. در حالی که رهبران حزب دموکرات کردستان از جمله هجری با مبارزه مسلحانه از حقوق و منافع ملت کرد دفاع کرده اند، آنها معتقدند صلح و ثبات واقعی تنها در صورتی حاصل می شود که مردمان منطقه حقوق یکدیگر را به رسمیت بشناسند و برای یافتن راه‌حل‌هایی با شرایط منصفانه برای مسائل و مشکلات طولانی‌مدت، وارد گفت‌وگوها و مذاکرات سیاسی شوند.

### در مورد دموکراسی
از آنجایی که ایران یکی از مهم ترین کشورهای خاورمیانه است، هجری در سخنرانی ها و نوشته های خود بر لزوم همبستگی و احترام متقابل گروه های اپوزیسیون ایرانی برای پایان دادن به دیکتاتوری در کشور تاکید کرده است. هجری از سال ۲۰۰۴ خواستار یک دموکراسی فدرال شده است که حقوق و منافع جوامع مختلف قومی، ملی و مذهبی در ایران را منعکس کرده و طبق قانون اساسی از آنها حمایت کند. هجری استدلال کرده است که یک ایران فدرال و دموکراتیک می تواند تضمین کند که ایران هم به "وفاق ملی‌" پایبند باشد و هم نقش یک عضو مؤثر را در جامعه بین‌الملل ایفا کند.

### در مورد ملی‌گرایی کُردستانی
هجری در سخنرانی‌‌هایش تاکید نموده است که به عنوان حزب دمکرات کردستان ایران، بر مبنای فلسفه و بنیان‌های جمهوری کردستان، بر این باور است که ملت کُرد یک ملت واحد و کُردستان نیز یک سرزمین واحد است.

## ابطال پاسپورت عراقی
در تاریخ ۱۰ اسفند ۱۴۰۲، خبرگزاری‌ها، به نقل از یک منبع آگاه در دولت فدرال عراق، از ابطال پاسپورت عراقی مصطفی هجری که توسط دولت اقلیم اقلیم کردستان به وی اعطاء شده بود خبر دادند. این تصمیم پس از یک نشست امنیتی در بغداد گرفته شد. و به نظر می‌رسید که این تصمیم، در ادامهٔ توافق‌نامه امنیتی ایران و عراق برای خلع سلاح احزاب کرد ایرانی اتخاذ شده باشد.